# 中野美由紀
中野 美由紀（なかの みゆき）は、日本の音楽教育者、合唱指導者。岩手県北上市立黒沢尻北小学校合唱部顧問。

## 経歴
岩手県立盛岡第三高等学校、岩手大学教育学部卒業。
北上市立江釣子小学校、北上市立黒沢尻東小学校、二戸市立石切所小学校を経て、2009年度より、黒沢尻北小学校合唱部の顧問を務める。
2002年（平成14年）から、北上ミューズコーラス隊の指導にも携わる。

## 人物・エピソード
- 教員1年目から合唱部の指導に携わり、黒沢尻東小学校では、合唱部を東北大会の常連校へと育て上げた[2]。
- 石切所小学校に勤務していた5年間、マーチングバンドの指導を行っていた[2]。

## 受賞歴
- 2020年（令和2年）、岩手県教育委員会から教育功労者として表彰を受ける。同年、文部科学大臣優秀教職員表彰を受賞[3]。
- 第1回全日本こどもの歌コンクールにおいて、重唱・合唱部門で『最優秀指導者賞』を受賞[4]。
- 2019年、2022年、2025年に北上市民栄誉賞を受賞[2]。

## 掲載
- 教育音楽 小学版　2022年11月号
  - 特集 声量アップ大作戦！[声量アップアイデア集]　歌の力を借りれば、思わず声がでちゃう！
- 教育音楽 小学版　2023年5月号
  - グラビア We Love ミュージック！ 岩手県北上市立黒沢尻北小学校合唱部＆中野美由紀指導教諭
- 教育音楽 小学版　2023年6月号
  - [対談] 音が取れない生徒へのあの手・この手 後藤朋子 中野美由紀
- 教育音楽 小学版　2024年1月号 ※中学・高校版にも掲載
  - 私が教師になった理由 58 中野美由紀
- 教育音楽 小学版　2024年5月号
  - 特集 歌声づくりの第一歩 [Part2　小学校合唱部]みんなの声が一つになるために